# 阿布·易卜拉欣·哈希米·库雷希
阿布·易卜拉欣·哈希米·库雷希（阿拉伯语：‎，羅馬化：Abu Ibrahim al Hashimi al-Qurayshi，1976年10月1日—2022年2月3日），本名阿米尔·穆罕默德·赛义德·阿布达-拉赫曼-马瓦拉（阿拉伯语：‎，羅馬化：Amir Muhammad Sa’id Abdal-Rahman al-Mawla），伊拉克土库曼人，伊斯兰国第二任自封的哈里發，于2019年10月31日获伊斯兰国舒拉议会任命，接任一周前被击毙的前领导人阿布·贝克尔·巴格达迪。其后，美国正义奖赏计划悬红1,000万美元，公开征集库雷希的情报。2022年2月3日，美国当局表示哈希米在美国联合特种作战司令部的突袭行动中引爆炸弹，与妻儿一同自尽而亡。

## 身份成谜
哈希米被宣布为阿布·贝克尔·巴格达迪继任人的时候，外界对他的身份知之甚少，只有伊斯兰国官方给出的名字“阿布·易卜拉欣·哈希米·库雷希”。其中“库雷希”为他的族名，暗示他和巴格达迪一样，继承了穆罕默德部落古莱什的血统，一定程度上体现继位的合法性。彼时外界普遍认为他的名字是化名，真名不得而知。部分人猜测他的真身是阿米尔·穆罕默德·赛义德·阿布达-拉赫曼-马瓦拉。2019年6月被捕的巴格达迪妹夫穆罕默德·阿里·萨吉特则认为新领袖哈希米是巴格达迪最为器重的手下“哈吉·阿卜杜拉”。
关注圣战组织动向的美国非政府组织SITE情报集团负责人丽塔·卡茨认为伊斯兰国“不太可能公开新领袖的演讲画面，或是至少公开他的长相”。尽管如此，时任美国总统唐納·川普还在于2019年11月1日在社交媒体上宣布美国政府已经确认哈希米的真身。然而，阿联酋《国家报》2019年11月5日的报道声称“情况似乎不是这样”，“多份报告显示伊拉克、库尔德及美国官员自称掌握情况不多”。情报和恐怖主义信息中心11月5日推测哈希米是伊拉克人，得到《小战争期刊》的認同，后者指伊斯兰国成员多为伊拉克人，绝对不会其他种族的人当领导。
2019年12月23日，美国之音怀疑哈希米根本不存在，认为伊斯兰国可能已经乱了阵脚，只好宣布名字来虚张声势，让大家以为组织还能控制局面。
2020年1月20日，《卫报》发表报道，认为哈希米的真身为马瓦拉。

## 生平

### 早年
哈希米本名阿米尔·穆罕默德·赛义德·阿布达-拉赫曼-马瓦拉，1976年10月1日（一说10月5日）出生在伊拉克泰勒阿費爾（一说摩苏尔）。大学在摩苏尔大学读伊斯兰教法，2000年毕业后应征入伍，在伊拉克复兴党政权任军官。萨达姆·侯赛因在2003年入侵伊拉克行动中倒台后，哈希米加入基地组织，担任宗教委员兼伊斯兰普通法法官。2004年，哈希米被美军关押在伊拉克南部布卡营，期间结识巴格达迪。2008年，还在狱中的哈希米自愿为驻伊拉克美军担任线人。一名美国官员回忆：“为了活命，他做了很多事情，且一直以来敌视伊斯兰国的外籍成员，包括审讯期间。”据推测，哈希米出狱后重新加入基地组织，具体时间不详。
2014年，哈希米正式离开基地组织，宣誓效忠曾为基地组织伊拉克分支的伊斯兰国，在同年6月的占领摩苏尔行动中发挥关键作用，指挥了同年8月辛贾尔大屠杀期间雅兹迪的种族灭绝大屠杀，晋身为巴格达迪的副手。
在伊斯兰国看来，哈希米是对付西方世界的老手，深受宗教教育影响，是经验十足的指挥官，被誉为“学者、工人、信徒”、“圣战的关键人物”、“战争的埃米尔”。

### 掌权
巴格达迪被击毙不到一个礼拜，哈希米被舒拉议会选举为伊斯兰国新一任哈里发，暗示组织丢失伊拉克及叙利亚全部领土后，仍自封哈里发国。据推测，巴格达迪死前亲自授意议会将哈希米选定为继任人，这可以从哈希米继任神速上看出。当时伊斯兰国的支持者对哈希米继任众说纷纭已有好几天。
外界普遍期望哈希米带领沦为沉睡团体、已经分崩离析的组织，统治着“余烬中的哈里发国”。分析人士认为巴格达迪的死会让伊斯兰国彻底瓦解，“让新一任领导人肩负着将组织拉到一起，结成战斗力量的任务”。然而，其他人认为巴格达迪之死不会给伊斯兰国的行动能力造成影响，“不会导致组织灭亡，甚至不会带来消磨”。

### 伊斯兰国领导人
2019年11月2日到3日，由伊斯兰国支持者转为反对者的网络媒体瓦法社批评哈希米非法继位，表示“先知明令大家效忠本身存在、人尽皆知的领袖，不要追随没有身份、无人知晓的人”。另外，报道认为议会选举哈希米的程序算不上合法，缺乏哈里发当选人应具备的三大标准：正义、博学、睿智，而这也是议会所缺的，因为他们派巴格达迪送到了先前被他们认为是“缺乏信仰之地”的伊德利卜。又批评议会让无辜的穆斯林流血，采取驱逐异教者的做法，拥抱极端主义。在最后，通讯社认为当选的哈里发根本不能主持大局，因为“在你的压迫下，真主已经摧毁了你的国家”。
2019年，哈希米得到伊斯兰国西奈省和孟加拉分支（11月2日）、索马里省（11月3日）、巴基斯坦省和也门省（11月4日）、浩兰省和呼罗珊省（11月5日）、突尼斯省（11月6日）、西非省、黎凡特省霍姆斯、哈伊尔、拉卡、东亚省和中非省（11月7日）、西亚省（11月8日）、西非省马里与布基纳法索、黎凡特省 - 巴拉卡（11月9日）、黎凡特省哈拉布（11月12日）、伊拉克省巴格达（11月14日）、利比亚省（11月15日）、伊拉克省迪拉（11月16日）、伊拉克省迪亚拉（11月17日）、伊拉克省萨拉赫丁（11月18日）、伊拉克省基尔库克（11月19日）、东亚省印度尼西亚（11月22日）、阿塞拜疆分支（11月29日）的宣誓效忠，2020年得到伊斯兰国马里分支（1月31日）宣誓效忠。这些效忠意在表明哈希米合法继位，得到普遍认同，反击认为他不为人知、非法继位的批评声音。
11月7日塔吉克斯坦–乌兹别克斯坦边境袭击事件造成17人死亡后，记者鲁克米·尼卡利马奇声称袭击者在事发前宣誓效忠哈希米。
2019年12月23日，美国之音认为哈希米不会发挥明显的领导作用。相反，联合国安理会在2020年1月断定伊斯兰国在伊拉克和叙利亚死灰复燃，部分原因在于哈希米暗中指导。安理会认为伊斯兰国担心哈希米缺乏哈里发通常应具备的资格，一直把他放在聚光灯外，避免殃及他的地位。
2020年3月24日，美国国务院依照《第13224号行政令》将哈希米列入特别认定全球恐怖主义者名单。
2020年5月20日，伊拉克情报局认定哈希米是被捕的激进分子，但军方澄清被捕的其实是巴格达迪的潜在继任人阿卜杜拉·卡拉达什，哈希米仍在躲避伊拉克当局的拘禁。
到2021年底，在哈希米的指挥下，伊斯兰国在非洲的影响力大幅度上升，其中西非省大肆扩张在萨赫勒的影响范围，在刚果民主共和国及莫桑比克成立新据点。

## 自杀

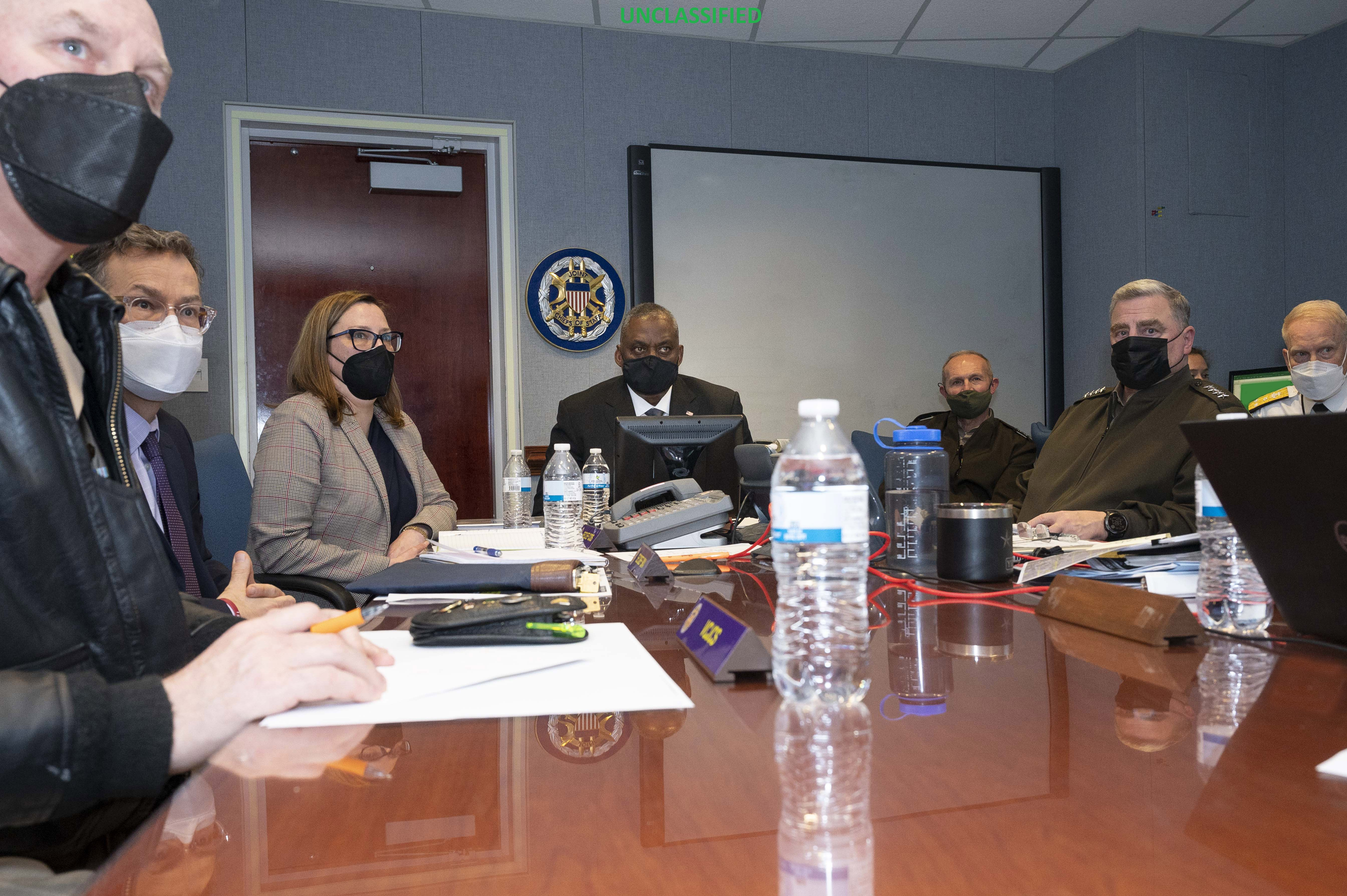
美国国防部长劳埃德·奥斯汀与参谋长联席会议主席马克·米利在五角大楼视察击毙哈希米的突袭行动

2022年2月3日，美国总统乔·拜登宣布美军在与土耳其接壤的叙利亚西北部阿特梅展开反恐行动，成功击毙阿布·易卜拉欣·哈希米·库雷希。
据邻居表示，当地的高音喇叭发出阿拉伯指令，要求平民撤离当地没多久，美军和阿拉伯语翻译就前来作出同样的警告。一名白宫官员向路透社表示，在联合特种作战司令部的行动中，哈希米当场引爆炸弹自尽，连带炸死12人，包括家人。爆炸过后，美国特种作战突击队进入大楼，与幸存者交火，击毙了哈希米的一位中尉。
根据敘利亞公民防衛白头盔最初的报告，死者包括四名女性和六名儿童。后来白头盔将死亡人数修订为13人。拜登表示平民伤亡是由哈希米引爆炸弹造成的。沙姆解放組織一名武装分子在与美军交火期间死亡。美军方面未有伤亡报告，只有一架直升机机械故障，在偏远地区降落，由另一架美军飞机摧毁。
突袭行动地点距土耳其仅数百米，是土耳其负责的叙利亚地区，引起外界质疑土耳其监视该地区的能力。巧合的是，2019年突袭巴格达迪总部行动的地点在阿特梅南方15公里处，距土耳其4公里远，也属于土耳其的势力范围。区域内的现场监控由土耳其的潜在盟友、作风严谨的圣战组织沙姆解放组织负责。另外，当地以接受战乱地区的难民家庭著称，人物识别及监控工作难以开展，是哈希米藏匿的理想地点。《耶路撒冷邮报》指出，巴格达迪和哈希米两位伊斯兰国头目出现在靠近土耳其的边境地区，证明了伊斯兰国不觉得土耳其带来威胁，而是觉得土耳其控制区域是头号人物的完美避风港，《长期战争杂志》认为哈希米的死不会在长期角度削弱伊斯兰国，因为他担任哈里發的任內证明了不論是谁领导之下的伊斯兰国都有能力扩展其势力范围。